# Выборы губернатора Брянской области (2012)
Очередные выборы губернатора Брянской области состоялись в Брянской области 14 октября 2012 года в единый день голосования. Впервые после 8-летнего перерыва высшее должностное лицо области избиралось всенародным голосованием. На выборах официально были зарегистрированы два кандидата — действующий губернатор Николай Денин от «Единой России» и депутат Госдумы Вадим Потомский от КПРФ. Выборы состоялись в первом туре, победил Николай Денин. Он был избран на 5-летний срок.

## Предшествующие события
С конца 2004 года правительство Брянской области возглавлял Николай Денин («Единая Россия»). В 2004 году он выиграл выборы, в которых однако не участвовал основной соперник — кандидат от КПРФ Юрий Лодкин. В октябре 2007 году Денин был назначен на второй срок президентом Путиным через процедуру утверждения областным парламентов. Срок губернаторских полномочий Денина истекал 18 октября 2012 года.

### Назначение досрочных выборов
1 июня 2012 года вступил в силу закон, вернувший прямые выборы глав субъектов Российской Федерации. При этом до 2012 года региональные и местные выборы проходили два раза в год — в марте и октябре. Причем оба дня голосования назывались едиными. Согласно закону выборы губернатора Брянской области назначает Брянская областная Дума. 12 июля 2012 года депутаты думы утвердили дату проведения выборов губернатора: выборы были назначены на единый день голосования 14 октября 2012 года. «За» проголосовали 44 депутата, один голосовал «против». Депутаты не могли назначить выборы на другую дату, так как по федеральному законодательству все выборы, кроме думских и президентских, проходят в единый день голосования весной или осенью, в зависимости от того, когда заканчивается срок действующего губернатора.

## Выдвижение
В июне 2012 года Брянская областная Дума приняла закон о выборах губернатора, согласно которому на этот пост могут претендовать только представители политических партий, собравшие подписи 7 процентов муниципальных депутатов и глав муниципальных образований.

### Муниципальный фильтр
1 июня 2012 года вступил в силу закон, вернувший прямые выборы глав субъектов Российской Федерации. Однако был введён так называемый муниципальный фильтр. Всем кандидатам на должность главы субъекта РФ (как выдвигаемых партиями, так и самовыдвиженцам), согласно закону, требуется собрать в свою поддержку от 5 % до 10 % подписей от общего числа муниципальных депутатов и избранных на выборах глав муниципальных образований, в числе которых должно быть от 5 до 10 депутатов представительных органов муниципальных районов и городских округов и избранных на выборах глав муниципальных районов и городских округов. Муниципальным депутатам представлено право поддержать только одного кандидата.
В Брянской области кандидаты должны собрать подписи 7 % муниципальных депутатов и глав муниципальных образований. Среди них должны быть подписи депутатов райсоветов и советов городских округов и подписи глав районов и городских округов в количестве 7 % от общего числа депутатов и глав. Кроме того, кандидат должен получить подписи не менее чем в трёх четвертях районов и городских округов, то есть в 25 из 33.
12 июля областной избирком опубликовал расчёт количества необходимых подписей. Так каждому из кандидатов необходимо будет предоставить 241 нотариально заверенную подпись (7 % от 3437 наличествующих в области депутатов всех уровней и выборных глав муниципальных образований), из них 54 подписи — депутатов райсоветов и советов городских округов и подписи глав районов и городских округов. По данным облизбиркома, из общего количества депутатов-выборщиков 970 — самовыдвиженцы, примерно 160 — члены КПРФ, около 50 — члены Справедливой России, 14 депутатов представляют ЛДПР.

### Регистрация и предвыборная кампания
29 августа Брянский облизбирком завершил прием документов от кандидатов. В начале предвыборной гонки на пост губернатора Брянской области претендовали пять человек: действующий губернатор Николай Денин, член КПРФ Вадим Потомский, кандидаты от ЛДПР Михаил Марченко, «Яблока» Андрей Пономарёв и «Справедливой России» Вячеслав Рудников.
Первыми подписи сдали коммунист Вадим Потомский и «яблочник» Андрей Пономарёв. Оба были зарегистрированы 23 августа.
28 августа сдали подписи кандидат от «Справедливой России» Вячеслав Рудников и кандидат от партии ЛДПР Михаил Марченко. Рудников заявлял об административном давлении, которое оказывается на муниципальных депутатов в районах, из-за чего он столкнулся с трудностями при преодолении муниципального фильтра. Однако необходимые 253 подписи были собраны. Рудников выразил уверенность в том, что этап регистрации будет пройден успешно, поблагодарил свою команду и коммунистов за оказанную помощь при сборе подписей.
Последним сдали подписи кандидат от «Единой России» Николай Денин.
6 сентября избирком зарегистрировал Михаил Марченко, но отказал Рудникову в регистрации из-за недостаточного количества собранных подписей. Отдельные депутаты и главы муниципальных образований отказались от его поддержки, заявив, что поставили свои подписи под давлением.
7 сентября избирком зарегистрировал Николая Денина.
5 октября Брянский областной суд удовлетворил иск коммуниста Вадима Потомского и отменил постановление облизбиркома о регистрации Денина — некоторые листы поддержки кандидата Денина оказались оформленными с недочётами. Но глава региона не отступил, и решение облсуда было обжаловано областным избиркомом в высшей инстанции — в Верховном суде РФ.
8 октября лидер ЛДПР Владимир Жириновский приехал в Брянск, высказал активную поддержку единороссу Денину и снял кандидата Михаила Марченко с выборов. Мы хотим объединить усилия двух партий, «Единой России» и ЛДПР, под единого кандидата — Николая Васильевича Денина. Мы можем иметь разные знамёна, но губернатор — конкретное лицо, которое представляет интересы всех жителей области", — заявил Жириновский. Вечером того же дня о снятии с выборов объявил Андрей Пономарёв, лидер брянского отделения партии «Яблоко». При этом лидер партии Сергей Митрохин ранее сообщил, что на Пономарёва оказывалось беспрецедентное давление с целью заставить его отказаться от участия в предвыборной гонке. Митрохин настаивал на участии Пономарёва в выборах и в случае снятия с выборов грозил ему исключением из партии. В октябре Пономарёв действительно был исключён из «Яблока».
Таким образом к 9 октября из кандидатов зарегистрированным оставался лишь коммунист Потомский, которого единороссы намерены лишить полномочий депутата Госдумы. При этом Потомский заявил, что рассчитывает на возвращение Денина и на то, что выборы состоятся в назначенный день 14 октября.
11 октября кассационная коллегия Верховного суда по административным делам восстановила регистрацию действующего губернатора единоросса Николая Денина кандидатом в губернаторы Брянской области. В поддержку Денина выступили представители прокуратуры и ЦИК.

## Кандидаты
Кандидатов на выборах губернатора выдвинули 5 партий. Зарегистрировано было 4 кандидатов. Приняло участие 2 кандидатов.
| Кандидат          | Должность (на момент выдвижения)                                                     | Партия                | Статус                                                         |
| ----------------- | ------------------------------------------------------------------------------------ | --------------------- | -------------------------------------------------------------- |
| Николай Денин     | действующий губернатор Брянской области                                              | Единая Россия         | зарегистрирован                                                |
| Михаил Марченко   | замдиректора МУП «Брянский городской водоканал», депутат Брянского городского совета | ЛДПР                  | зарегистрирован, снял свою кандидатуру в пользу Николая Денина |
| Андрей Пономарёв  | артист ансамбля «Стожары»                                                            | «Яблоко»              | зарегистрирован, снял свою кандидатуру в пользу Николая Денина |
| Вадим Потомский   | депутат Государственной думы РФ 6 созыва                                             | КПРФ                  | зарегистрирован                                                |
| Вячеслав Рудников | директор по развитию и стратегическому планированию ЗАО «Эр-Стайл»                   | «Справедливая Россия» | отказано в регистрации                                         |

## Результаты
В выборах в приняли участие 488 834 человек, таким образом явка избирателей составила 47,01 %.
| Явка избирателей                                      | Явка избирателей                                      | Явка избирателей | Явка избирателей |
| ----------------------------------------------------- | ----------------------------------------------------- | ---------------- | ---------------- |
| Число избирателей, включённых в список избирателей    | Число избирателей, включённых в список избирателей    | 1 039 676        | 100 %            |
| Из них приняли участие в выборах (выдано бюллетеней)  | Из них приняли участие в выборах (выдано бюллетеней)  | 488 834          | 47,01 %          |
| Процент испорченных бюллетеней                        |                                                       |                  |                  |
| Приняли участие в голосовании (возвращёно бюллетеней) | Приняли участие в голосовании (возвращёно бюллетеней) | 488 000          | 100 %            |
| Из них действительных бюллетеней                      | Из них действительных бюллетеней                      | 468 712          | 96,05 %          |
| Из них недействительных бюллетеней                    | Из них недействительных бюллетеней                    | 19 288           | 3,95 %           |
| Распределение голосов:                                |                                                       |                  |                  |
| 1.                                                    | Николай Денин                                         | 318 260          | 65,22 %          |
| 2.                                                    | Вадим Потомский                                       | 150 452          | 30,83 %          |
| Число действительных (учтённых) бюллетеней            | Число действительных (учтённых) бюллетеней            | 468 712          | 100 %            |